# Melissodes sexcincta
Melissodes sexcincta är en biart som först beskrevs av Amédée Louis Michel Lepeletier 1841.  Melissodes sexcincta ingår i släktet Melissodes och familjen långtungebin. Inga underarter finns listade i Catalogue of Life.